# Société d'Annœullin-Divion
La Société d'Annœullin-Divion est une compagnie minière qui a exploité la houille à Annœullin dans le bassin minier du Nord-Pas-de-Calais. Elle succède à la Société de Don pour l'exploitation de ce gisement très pauvre.
La seule veine exploitable donne des résultats médiocres, puisqu'elle n'est que de quarante centimètres. Le champ d'exploitation est de tous côtés limité au fond par le calcaire carbonifère, et il n'y a plus d'espoir d'y trouver d'autres couches exploitables. Dans ces conditions, la fosse est condamnée et les travaux y sont complètement abandonnés en août 1878.
La Société d'Annœullin-Divion entre en liquidation, et le 21 août 1880, on met en vente sur publication judiciaire, au Palais de Justice de Paris, les mines d'Annœullin sur la mise à prix de 250 000 francs. L'adjudication a eu lieu en faveur de M. Lecocq, qui est le représentant d'un groupe de banquiers de Paris qui songent à reprendre les travaux d'Annœullin, et qui auraient même déjà entrepris un nouveau sondage, mais rien n'a été fait et la concession d'Annœullin est rattachée à celle de Meurchin en 1884.

## Recherches de Divion
MM. Ruphy, Ducasse, Dubois et de Coussemaker ont formé, par acte du 16 avril 1873, une société civile sous le titre de Compagnie de Divion, pour faire des recherches de houille à Houdain et Divion, au sud de la concession de Bruay. Le capital est de 32 000 francs, divisé en huit parts de 4 000 francs.
Un procès-verbal du garde-mines d'Arras, du 16 juin 1873, a constaté, au sondage de Divion, le fait suivant : 

« Il a été extrait en notre présence, le 14 juin 1873, de la profondeur de 84,39 mètres, au moyen de l'outil appelé soupape, des fragments de querelles et nous présentant d'une manière évidente tous les caractères distinctifs du terrain houiller. »

La Compagnie de Divion, par deux pétitions du 19 avril et 20 juin 1873, forme une demande en concession de 2 740 hectares, s'étendant au sud des concessions de Bruay, de Marles et de Cauchy-à-la-Tour, et cette demande est mise aux affiches. En août 1874, la Compagnie de Divion achète la concession d'Annœullin à la Compagnie des mines de Béthune (dite Bully-Grenay), et des créanciers qui s'en sont rendus adjudicataires, et elle constitue, le 17 août 1874, une Société nouvelle.

## Statuts
La Société a pour objet la continuation des travaux pour arriver à la découverte et à l'exploitation de la houille dans la concession demandée de Divion, et dans la concession accordée d'Annœullin.
Elle prend la dénomination de Compagnie houillère d'Annœullin-Divion. Son siège est à Paris. Le capital social est fixé à trois millions, divisé en 6 000 actions au porteur de 500 francs. Les fondateurs reçoivent, pour l'apport de deux sondages de recherches, de la concession d'Annœullin, et de leurs droits... 738 000 francs, en représentation desquels il leur est attribué 1 476 actions libérées. Cent actions libérées sont mises à la disposition du Conseil d'administration pour rémunérer des services rendus ou à rendre. Mille actions sont émises et souscrites dès à présent, soit un total de 2 576 actions. 3 424 actions restent à la souche pour être émises lorsque le Conseil le jugera convenable.
Le Conseil d'administration est composé de cinq membres nommés à vie. En cas de démission ou de décès d'un ou plusieurs membres, les membres restant pourvoient à leur remplacement. Nul ne peut être administrateur s'il n'a pas la propriété et la jouissance d'au moins dix actions, ou s'il remplit déjà ces fonctions dans une autre Société charbonnière en France. Les pouvoirs du Conseil sont les plus étendus. Il peut faire toutes associations avec d'autres exploitations, toute acquisition de tout ou partie de concession charbonnière, ou toute vente ou cession de concession. Il pourra racheter des actions jusqu'à concurrence de la moitié du fonds de réserve alors existant, et émettre de nouveau ces actions ou emprunter sur leur dépôt. Il propose seul les modifications à faire aux présents statuts. Les actionnaires pourront, chaque année, nommer entre eux trois délégués chargés de prendre connaissance, au siège de la Société, des comptes de l'administration. L'Assemblée générale se compose de tous les propriétaires d'au moins dix actions. Chaque membre a autant de voix qu'il a de fois dix actions.
Les Assemblées générales auront lieu toutes les fois que le Conseil d'administration jugera convenable de les convoquer. Le 30 juin de chaque année, les écritures seront arrêtées, et l'inventaire dressé par les soins de l'Administration, qui fixera le chiffre des dividendes. Il sera créé un fonds de réserve qui ne pourra jamais dépasser 300 000 francs. Il sera formé au moyen d'une retenue du quart du bénéfice de chaque année après la répartition de 5 % du capital émis.

## Reprise de la fosse d'Annœullin
50° 31′ 23″ N, 2° 54′ 59″ E
Les deux sondages entrepris, l'un au sud-ouest de Divion, l'autre un peu à l'ouest d'Houdain, sont restés dans les terrains négatifs. Peu de temps après l'acquisition de la concession d'Annœullin, la Société a repris la fosse abandonnée. Une nouvelle machine d'extraction est installée et les eaux qui remplissaent la fosse sont épuisées. En septembre 1875, on peut pénétrer dans les galeries et procéder à leur rétablissement. Le rapport à l'Assemblée générale du 18 novembre 1875 constate qu'il a été dépensé pendant l'exercice 1874-75 395 000 francs.
La seule veine existante est mise en exploitation, son épaisseur n'est que de quarante centimètres. Cette exploitation fournit 22 533 tonnes en 1877 et 11 216 tonnes en 1878, soit un total de 33 749 tonnes.
Le champ d'exploitation est de tous côtés limité au fond par le calcaire carbonifère, et il n'y a plus d'espoir d'y trouver d'autres couches exploitables. Dans ces conditions, la fosse est condamnée et les travaux y sont complètement abandonnés en août 1878.
La Société d'Annœullin-Divion entre en liquidation, et le 21 août 1880, on met en vente sur publication judiciaire, au Palais de Justice de Paris, les mines d'Annœullin sur la mise à prix de 250 000 francs. L'adjudication a eu lieu en faveur de M. Lecocq au prix ci-dessus. M. Lecocq est le représentant d'un groupe de banquiers de Paris qui songent à reprendre les travaux d'Annœullin, et qui auraient même déjà entrepris un nouveau sondage, mais rien n'a été fait.

## Valeur des actions
La Société d'Annœullin-Divion a été constituée au capital de trois millions, divisé en 6 000 actions de 500 francs.
D'après les indications des journaux financiers, en 1878, il reste à la souche 3 600 actions. Il n'en a donc été émis que 2 400, sur lesquelles 1 476 libérées ont été remises aux fondateurs pour leur apport. Il n'a été placé que 924 actions payantes de 500 francs, soit pour une somme de 462 000 francs. Ces actions, toujours d'après les journaux financiers, se vendent 800 à 820 francs en mars 1875, 750 à 800 francs en août et 618 à 620 francs en novembre.
En juin 1876, elles ne sont plus qu'à 420 francs. En septembre 1877, elles sont descendues à 185 francs. À la fin de 1878, elles ne sont plus qu'à vingt francs. Elles tombent en 1880, à dix francs. La concession d'Annœullin est rattachée à celle de Meurchin en 1884.

## Vestiges
La tête de puits est matérialisée, ce qui permet sa surveillance par le BRGM. Il subsiste à proximité de l'ancien carreau de fosse quelques habitations.